# 신흥무관학교 (뮤지컬)
뮤지컬 《신흥무관학교》는 육군본부가 주최하고 공연제작사 쇼노트가 제작한 창작 뮤지컬이다. 2018년 9월 국립중앙박물관 극장 용에서 개막공연을 가진 뒤 지방공연을 이어갔다.  2019년,  '3.1운동 및 대한민국임시정부 수립 100주년' 기념공연으로 광림아트센터 BBCH홀에서 앵콜공연을 시작했다.
뮤지컬 《신흥무관학교》는 대한민국 육군의 뿌리가 된 ‘신흥무관학교’를 배경으로, 격변하는 시대를 살았던 사람들의 독립을 위한 치열한 삶을 다룬 작품이다. 일제에 항거하고 빼앗긴 나라를 되찾기 위해 모든 것을 바친 평범한 청년들의 이야기를 역동적으로 담아냈다.

## 2018년 공연
2018년 9월 국립중앙박물관 극장 용에서 개막된 《신흥무관학교》에는 배우 지창욱(병장)과 강하늘(상병), 김성규(일병)를 비롯해 임찬민, 이태은, 신혜지, 이정열, 오진영 등 최고의 뮤지컬 배우들은 탄탄한 연기력과 가창력으로 공연을 더욱 풍성하게 만들었다. 서울 공연 이후 진행된 성남, 안동, 목포, 전주, 울산, 대전, 강릉, 부산, 대구 등 지방 공연을 이어갔다.

## 2019년 공연
- 공연명	창작 뮤지컬 <신흥무관학교> 앵콜
- 공연기간	2019년 2월 27일(수) ~ 04월 21일(일)
- 공연장소	광림아트센터 BBCH홀
- 출연: 지창욱, 고은성, 강하늘, 조권, 김성규, 이진기(온유), 이태은, 홍서영, 임찬민, 신혜지, 김성기, 오진영, 김태문, 진상현, 김민호, 이재균

초연 당시 원 캐스트로 무대에 오른 ‘동규’, ‘팔도’, ‘지청천’, ‘나팔’ 등 주요 배역은 더블 캐스트로 진행된다. 국권침탈에 항거하여 자결한 유생의 아들이자 신흥무관학교의 뛰어난 학생인 ‘동규’ 역은 배우 지창욱(병장)과 고은성(이병)이 맡는다. 이회영이 거둬 키운 아이에서 신흥무관학교의 훌륭한 학생으로 성장하는 ‘팔도’ 역은 배우 강하늘과 조권이 연기한다. 일본 육군사관학교 졸업 후 독립운동을 적극적으로 이끌어간 신흥무관학교 교관 ‘지청천’ 역은 배우 김성규와 이진기(온유)가 함께한다.

## 제작진
- 극작/작사 이희준
- 작곡/음악감독 박정아
- 연출 김동연